# 1090er
Portal Geschichte | Portal Biografien | Aktuelle Ereignisse | Jahreskalender | Tagesartikel

◄ |
10. Jh. |
11. Jahrhundert
| 12. Jh. | ►

◄ |
1060er |
1070er |
1080er |
1090er
| 1100er | 1110er | 1120er | ►

1090 |
1091 |
1092 |
1093 |
1094 |
1095 |
1096 |
1097 |
1098 |
1099

## Ereignisse
- 1094: El Cid erobert den arabischen Kleinstaat Valencia.
- 1095: König Alfons VI. von Kastilien überträgt Portugal als Grafschaft seinem Schwiegersohn Heinrich von Burgund.
- 1095: Papst Urban II. löst auf dem Konzil von Clermont die Kreuzzugsbewegung aus.
- 1096: Der Volkskreuzzug wird vor İznik vernichtet.
- 1098: Die Dänen zerstören die Wikingerfestung Jomsburg auf Wollin.
- 1098: Das Heer des ersten Kreuzzugs erobert Antiochia.
- 1099: Das Heer des ersten Kreuzzugs erobert Jerusalem.